# Bavayia ashleyi
Bavayia ashleyi — вид геконоподібних ящірок родини диплодактилідів (Diplodactylidae). Ендемік Нової Каледонії. Описаний у 2022 році.

## Поширення і екологія
Bavayia ashleyi відомі з типової місцевості, розташованої на схилах гори Аопіні в центральній частині острова Нова Каледонія. Вони живуть у вологих тропічних лісах, на висоті 500 м над рівнем моря. Ведуть нічний спосіб життя.